# 秋田日日新聞
秋田日日新聞（あきたにちにちしんぶん）は、1882年（明治15年）7月から1905年（明治38年）2月まで秋田県で発行された地方紙である。
1882年（明治15年）7月11日、秋田県の士族授産団体・奉天社により創刊された。発行の中心人物は、中正社や講習学舎を設立して活動していた白土清忠であり、白土が幹事を務め、漢詩人の小野崎堅治を社長に、のちの代議士・畑隆太郎を編集長に配置、明治日報から松園忠貫を招き、また、かつての秋田遐邇新聞のスタッフを印刷長や校閲に迎え、運営した。
県令の保護を受けた新聞であり、1889年（明治22年）に結成された秋田中正党の機関紙ともなった。一時は秋田改進党系「秋田日報」の対抗紙として確固とした位置を占めたが、1905年（明治38年）2月に終刊となった。その後、同年4月に秋田日日新聞の後継紙という形でその号数を引き継いで「秋田時事」が発刊された。

## 脚註
1. 1 2 3 4  『秋田大百科事典』p.39
2. ↑  『秋田大百科事典』p.727
3. ↑  『秋田の先覚 2』p.65
4. ↑  『秋田大百科事典』p.37
5. 1 2  『秋田県史 第五巻 明治編』p.1068